# Pearl Jam
I Pearl Jam sono un gruppo musicale grunge/rock alternativo statunitense, formatosi a Seattle nel 1990.
Sono stati tra i gruppi più famosi e di successo degli anni novanta: in carriera hanno venduto oltre 60 milioni di copie di cui 30 milioni soltanto negli Stati Uniti. Nonostante il loro stile differisca molto da gruppi quali i Nirvana e gli Alice in Chains, caratterizzati rispettivamente da profonde influenze punk e metal, hanno creato una di quelle che sono considerate le tre vie del grunge, insieme alle due precedenti, più affine al rock classico degli anni settanta.
Secondo la rivista Rolling Stone, il gruppo «spese la maggior parte degli anni novanta ad allontanare la propria fama» per via del loro atteggiamento anti-commerciale.
I Pearl Jam sono stati inseriti nella Rock and Roll Hall of Fame nel 2017, il primo anno in cui il gruppo era eleggibile.
Tuttora in piena attività, il gruppo raccoglie consensi di critica e di pubblico, continuando a influenzare numerosi gruppi rock contemporanei.

## Storia del gruppo

### Prima dei Pearl Jam: 1984-1990

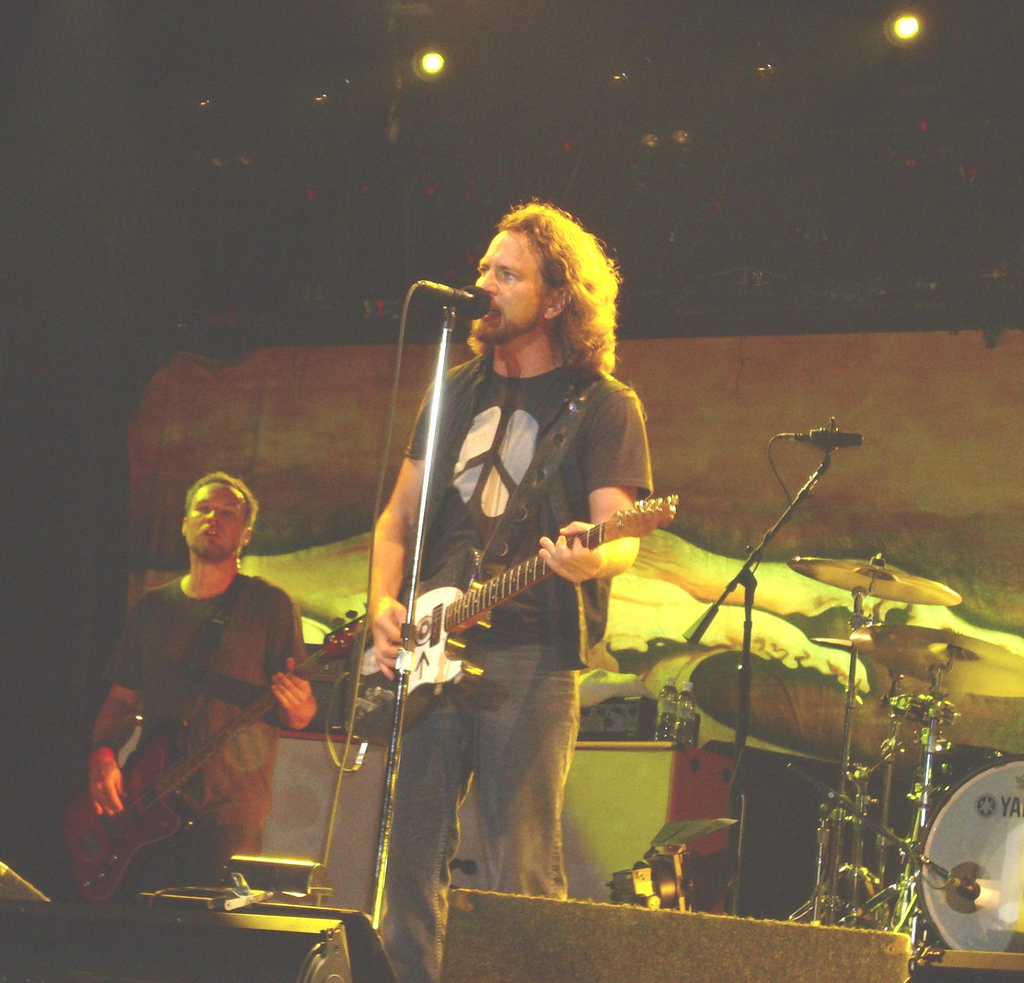
Jeff Ament e Eddie Vedder nel 2007

Jeff Ament e Stone Gossard, dal 1984 fino al 1987, furono membri di uno dei primi gruppi all'interno dello scenario grunge, i Green River, del quale erano membri altre due figure importanti del movimento, Mark Arm e Steve Turner, che fonderanno poi i Mudhoney. Il gruppo registrò alcuni lavori e intraprese dei tour, ma a causa di divergenze stilistiche tra le coppie Ament-Gossard e Arm-Turner, si sciolse nel 1987.
Successivamente, Ament e Gossard fondarono, insieme al cantante Andrew Wood, i Mother Love Bone. Il gruppo, tra il 1988 e 1989, registrò un album e intraprese un tour che gli procurò un contratto con la PolyGram.
Dopo la morte di Wood avvenuta il 19 marzo 1990 per un'overdose di eroina, Ament e Gossard decisero di sciogliere il gruppo. Nonostante ciò, la loro casa discografica avrebbe pubblicato il loro album di debutto, Apple, quattro mesi dopo questo evento. Dopo alcuni mesi, Gossard iniziò a suonare con un nuovo chitarrista, Mike McCready, che aveva appena sciolto la sua band precedente, gli Shadow. Fu proprio quest'ultimo a incoraggiare Stone a riallacciare i rapporti con Ament, dal quale si era distaccato dopo la fine dei Mother Love Bone. I tre iniziarono a suonare insieme e registrarono una demo di cinque canzoni, che consegnarono all'ex batterista dei Red Hot Chili Peppers, Jack Irons, affinché li aiutasse a trovare un cantante e un batterista. Irons inviò quindi il nastro a un suo vecchio amico, Eddie Vedder, all'epoca benzinaio a San Diego e cantante di un gruppo chiamato Bad Radio. Vedder sentì il nastro e scrisse dei testi per tre delle cinque canzoni (che poi diverranno Alive, Once e Footsteps), li aggiunse alle musiche delle canzoni e li inviò a Seattle ribattezzando la demo Mamasan Tape. Nel giro di una settimana Vedder divenne il cantante del gruppo. Con l'aggiunta del batterista Dave Krusen, la formazione era ormai completa.

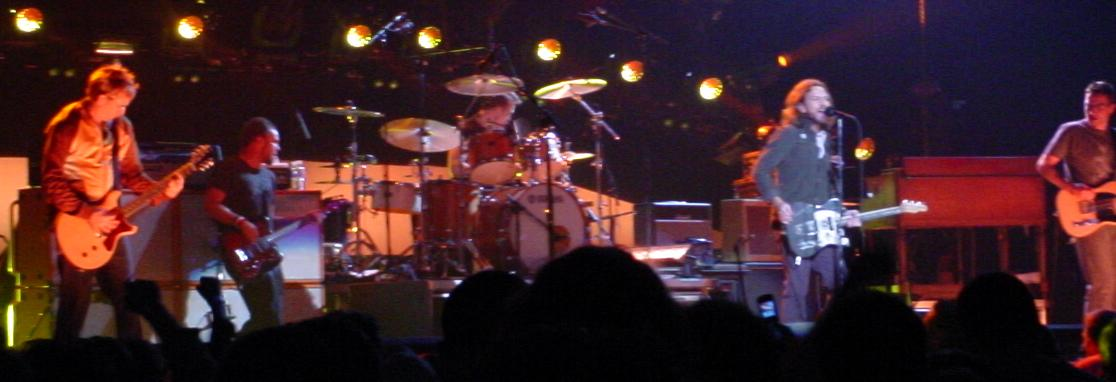
I Pearl Jam nel 2006 World Tour.

Mentre la formazione dei futuri Pearl Jam andava delineandosi, immediatamente dopo la morte di Andrew Wood, Chris Cornell, leader dei Soundgarden, preparò dei pezzi in memoria dell'amico, ossia Say Hello 2 Heaven e Reach Down, con la partecipazione di Ament, Gossard, McCready e Matt Cameron dei Soundgarden. Nasceva il progetto Temple of the Dog, che registrò un album omonimo. Nel frattempo si aggiunse al gruppo anche Vedder, che duettò con Cornell nel pezzo Hunger Strike. Il gruppo tuttavia si esibì solo in rare occasioni, lasciando ai membri la possibilità di intraprendere le attività dei propri gruppi.
Nel frattempo, i futuri Pearl Jam dovevano decidere il nome del gruppo. Prima di scegliere il nome attuale, scelsero Mookie Blaylock, in onore dell'omonimo giocatore dell'NBA. Si esibirono all'Off Ramp Cafè il 22 ottobre 1990. Molto presto il gruppo fu notato dalla Epic Records, che li assoldò facendo loro cambiare nome per motivi commerciali. Il 10 marzo 1991, grazie alla stazione radiofonica di Seattle KISW, Ament e Vedder annunciarono il nuovo nome del gruppo: "Pearl Jam". In una delle prime interviste promozionali della band, Eddie affermò scherzosamente che il nome della band derivava dal nome della nonna, Pearl, sposata con un nativo americano, e conosceva la ricetta per una marmellata (in inglese "jam") fatta con peyote. In un'edizione della rivista Rolling Stone del 2006 Ament e McCready dichiararono che al primo venne l'idea di "pearl", mentre "jam" fu aggiunto dopo un'esibizione dal vivo di Neil Young.

### 1991:Tene l'esplosione del grunge
Nel marzo 1991 i Pearl Jam entrarono nei London Bridge Studios di Seattle per registrare il loro album di debutto Ten. A questo periodo risale la realizzazione della colonna sonora del film di Cameron Crowe, Singles - L'amore è un gioco, con le canzoni State of Love and Trust e Breath. I Pearl Jam partecipano alle riprese di tale film, interpretando la band Citizen Dick. Poco più tardi, il 25 maggio 1991, Dave Krusen lasciò il gruppo, sostituito da Matt Chamberlain, che aveva precedentemente suonato con Edie Brickell & New Bohemians. Dopo alcuni concerti e la registrazione del video del singolo Alive, anche Chamberlain lasciò il gruppo per andare a suonare nella band del Saturday Night Live. Lo stesso Chamberlain suggerì come suo sostituto Dave Abbruzzese, che entrò nel gruppo durante il tour promozionale di Ten.

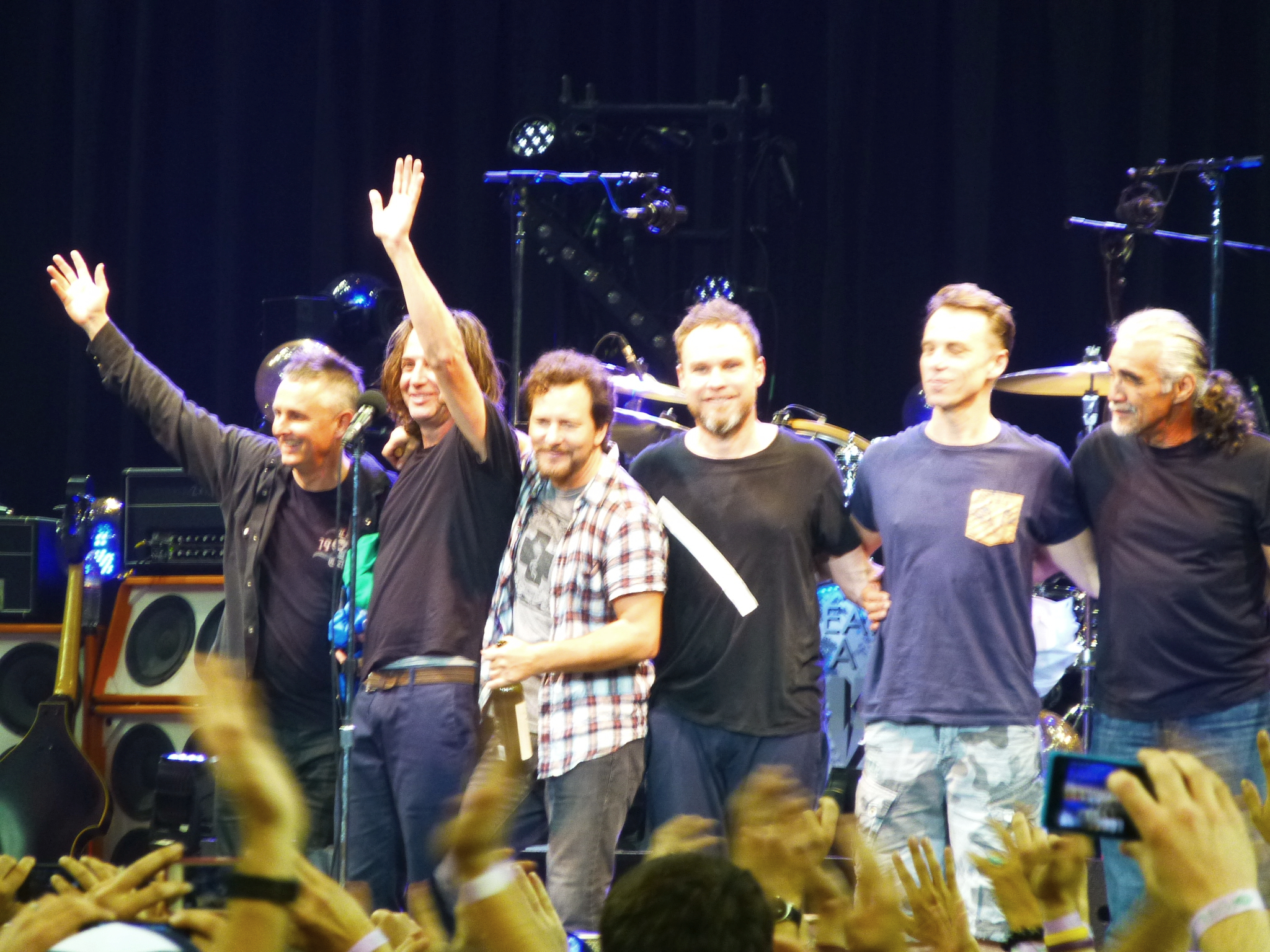
I Pearl Jam a Oakland, 2013

Il 27 agosto 1991 fu pubblicato Ten, album di undici canzoni riguardanti argomenti oscuri come la depressione, il suicidio, l'omicidio e la solitudine. L'album raggiunse la seconda posizione nella classifica di Billboard e ottenne un disco d'oro. Da Ten furono estratti i singoli Even Flow, Jeremy, Alive e Oceans. L'album rimase in classifica per oltre due anni, divenendo uno degli album più venduti nella storia del rock e ottenendo dodici dischi di platino.
A Natale del 1991 ha inizio inoltre il particolare rapporto con i propri fan che contraddistingue la band, con la nascita del "Ten Club". Ogni anno il gruppo, infatti, invia ai membri del club un singolo in vinile con due canzoni inedite (le prime due sono Let Me Sleep (Christmas Time) e Ramblings).
Con il successo di Ten, i Pearl Jam si aggiudicarono un posto tra le pietre miliari del grunge assieme a Nirvana, Soundgarden e Alice in Chains. Il gruppo fu tuttavia criticato dalla stampa musicale: il periodico britannico NME sostenne che i Pearl Jam stavano «cercando di rubare soldi dalle tasche dei giovani alternativi». Kurt Cobain, leader dei Nirvana, attaccò duramente il gruppo, dichiarando che la band si era venduta per il successo e che l'album d'esordio avesse molti e prominenti assoli. Cobain tuttavia si riappacificò successivamente con Vedder, con il quale ebbe rapporti di sana rivalità e amicizia fino alla sua morte nel 1994. In seguito i Pearl Jam intrapresero il Ten Tour. Nel 1992 il gruppo fece delle apparizioni televisive al Saturday Night Live, all'MTV Unplugged e ottenne un posto al tour del Lollapalooza con i Red Hot Chili Peppers, i Soundgarden e i Ministry.
La popolarità dei Pearl Jam aumentò in gran misura, investendo soprattutto il frontman Vedder. Il gruppo ricevette quattro premi agli MTV Video Music Awards del 1993 per Jeremy, come "Video of the Year", "Best Group Video", "Best Rock Video", "Best Direction in a Video", ma si rifiutava di girare un video per Black nonostante le pressioni della casa discografica.

### 1993:Vs.e la gestione del successo

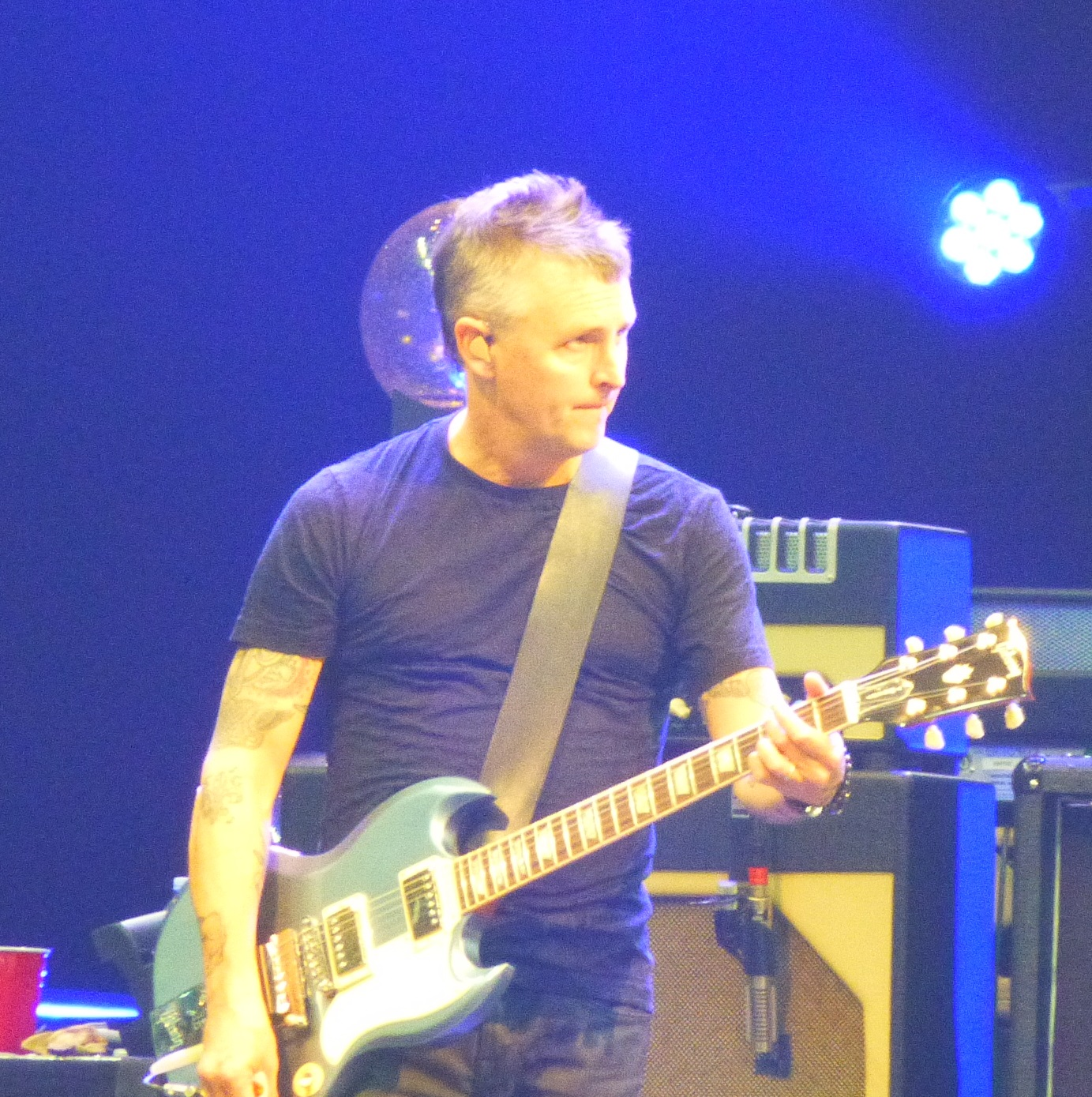
Mike McCready nel 2013

Il secondo album, Vs., fu pubblicato il 19 ottobre 1993, e doveva inizialmente chiamarsi Five Against One. Nella prima settimana vendette 950 378 copie, superando tutte le altre entrate nella top ten di Billboard. L'album contiene i singoli Daughter, Dissident, Go, Animal e Rearviewmirror. Con Daughter i Pearl Jam raggiunsero le vette della Billboard Modern Rock chart e della Mainstream Rock chart, rimanendovi per 8 settimane. Vs. è stato inoltre certificato con sette dischi di platino. La band fece una decisione coscienziosa di ridurre i propri risultati commerciali. Rifiutarono di produrre video musicali dopo il successo di massa ottenuto con Jeremy e optarono per rilasciare poche interviste e fare poche apparizioni televisive. L'industria musicale paragonò il tour dei Pearl Jam di quell'anno ai tour dei Led Zeppelin durante gli anni settanta, nei quali la band «ignorò la stampa e diede la propria musica direttamente ai fan». Durante il Vs. Tour il gruppo stabilì un tetto massimo sul prezzo dei biglietti con lo scopo di evitare il bagarinaggio.
Dal 1994 il gruppo rimase indignato quando scoprì che Ticketmaster, azienda che distribuiva i biglietti per i concerti, guadagnava in nero una percentuale dal prezzo dei ticket. Il Dipartimento di Giustizia degli Stati Uniti stava investigando sulle pratiche della compagnia a quel tempo e chiese al gruppo di creare delle memorie difensive riguardo alle loro esperienze con l'azienda. Gossard e Ament presto testimoniarono a una sottocommissione investigativa a Washington. Il gruppo annullò quindi il suo tour estivo del 1994 in segno di protesta. Dopo che il Dipartimento di Giustizia archiviò il loro caso, i Pearl Jam continuarono a boicottare Ticketmaster, rifiutando di suonare dove prevedeva il contratto con la compagnia. Il critico musicale, Jim DeRogatis notò che parallelamente alla debacle di Ticketmaster «il gruppo aveva rifiutato di pubblicare singoli e video; aveva chiesto che i propri album fossero commercializzati in vinile».

### 1994:Vitalogy
Nell'agosto 1994, dopo che i Pearl Jam avevano terminato le registrazioni per il nuovo album, il batterista Dave Abbruzzese fu licenziato per divergenze con la politica del gruppo. Fu sostituito da Jack Irons, primo batterista dei Red Hot Chili Peppers, che esordì col gruppo in occasione del concerto di Neil Young al Bridge School Benefit dello stesso anno.
Vitalogy fu pubblicato il 22 novembre 1994 in vinile, mentre il 6 dicembre 1994 uscì su CD e cassetta. Il CD vendette oltre 877 000 copie nella prima settimana; è stato certificato con 5 dischi di platino. La canzone Spin the Black Circle, un omaggio ai dischi in vinile, vinse un Grammy Award nel 1996 nella categoria Best Hard Rock Performance. Vitalogy include anche i brani Not for You, Corduroy, Immortality e Better Man. Quest'ultimo, scritto e suonato da Vedder all'epoca dei Bad Radio, raggiunse la seconda posizione nella Modern Rock chart e la prima nella Billboard Mainstream Rock chart di Billboard, rimanendo in vetta per otto settimane, pur non essendo stata pubblicata come singolo. La band continuò il boicottaggio contro Ticketmaster nel tour del 1995 per promuovere Vitalogy.
Nel 1995 i Pearl Jam realizzarono, con Neil Young (il quale, secondo ammissione stessa della band, aveva sempre esercitato una forte influenza sul loro stile), l'album Mirror Ball. Le canzoni I Got Id e Long Road furono pubblicate dai Pearl Jam separatamente nell'EP Merkin Ball.

### 1996:No Code
Uscito il 27 agosto 1996, No Code fu spesso visto come una chiara rottura con lo stile del gruppo da Ten, favorendo ballate sperimentali e il garage rock. Sebbene l'album abbia debuttato in prima posizione, scese rapidamente dalle classifiche. L'album contiene i singoli Who You Are e Hail, Hail. Come per Vitalogy, fu intrapreso un tour promozionale di ridotte dimensioni, a causa del rifiuto del gruppo a organizzare gli eventi con Ticketmaster; seguì un tour europeo nell'autunno 1996.

### 1998:Yield

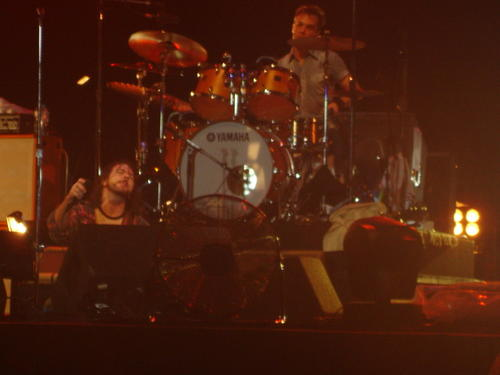
Matt Cameron alla batteria; è nella band dallo Yield Tour. Più in basso, a sinistra Eddie Vedder.

Il 3 febbraio 1998 i Pearl Jam pubblicarono il loro quinto album, Yield; l'album segnava un ritorno alle origini del gruppo, ma non riuscì a ripetere la scalata alla prima posizione della classifica di Billboard di Ten nel 1991. Yield debuttò in seconda posizione, ma come No Code, scese rapidamente dalla classifica; tuttavia il disco fu certificato disco di platino negli Stati Uniti, vendendo 1 500 000 copie. L'album contiene i singoli Given to Fly e Wishlist.
La creazione del video di Do the Evolution, fu affidata all'artista Todd McFarlane. L'uscita di Yield, fu seguita anche dalla pubblicazione di Single Video Theory, documentario musicale pubblicato su DVD.
Nel giugno 1998 i Pearl Jam cambiarono nuovamente batterista. Jack Irons lasciò il gruppo e fu rimpiazzato, su basi temporanee, da Matt Cameron, primo batterista dei Soundgarden; tuttavia quest'ultimo divenne rapidamente membro permanente. Lo Yield Tour del 1998 del Nord America segnò un ritorno ai tour su larga scala; la causa sull'antitrust contro Ticketmaster si dimostrò non fruttuosa, in quanto ostacolava i tour e rendendo difficoltosa la vendita dei biglietti. Una volta completato il tour, il gruppo pubblicò Live on Two Legs, un album nel quale venivano selezionate alcune serate dal vivo.
Nel 1998 il gruppo registrò Last Kiss, una cover di una ballata degli anni sessanta divenuta famosa grazie a J. Frank Wilson & the Cavaliers. La cover fu registrata durante un soundcheck e fu inclusa sul singolo natalizio per il Ten Club. L'anno seguente la canzone fu inserita nella rotazione di massa in tutti gli Stati Uniti. Data la forte richiesta popolare, la cover uscì come singolo ufficiale nel 1999 e tutti i ricavi furono devoluti in aiuto dei rifugiati della guerra in Kosovo. La band decise, inoltre, di includere la canzone in una compilation caritatevole, No Boundaries: A Benefit for the Kosovar Refugees. Last Kiss arrivò alla seconda posizione nella classifica di Billboard e divenne una dei singoli di maggior successo della band.

### 2000-2001:Binaurale la tragedia del Roskilde

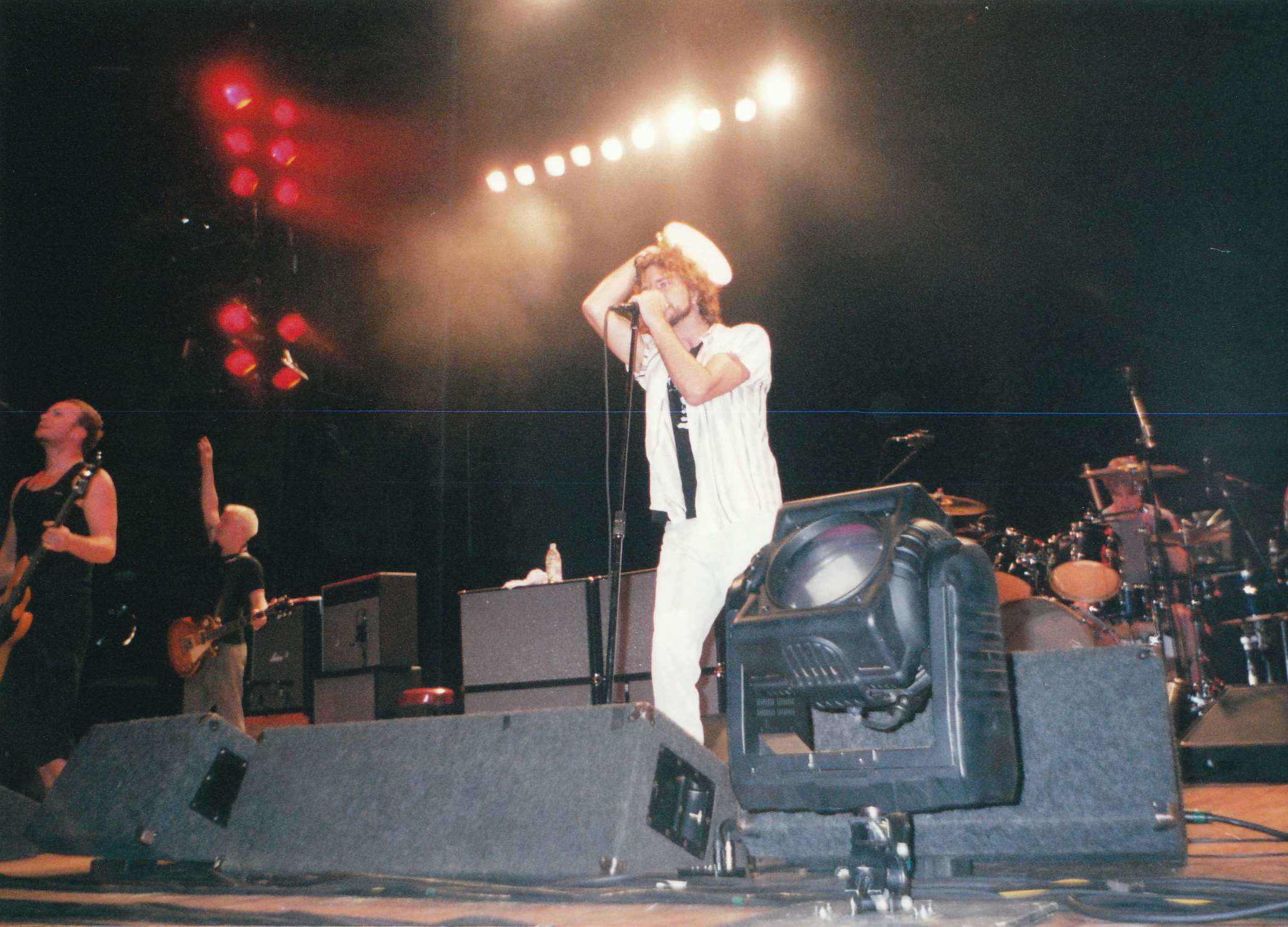
I Pearl Jam in concerto nel 2000

Il 16 maggio 2000, i Pearl Jam pubblicarono il loro sesto album in studio, Binaural, che segnò il debutto per Matt Cameron alla batteria; il titolo deriva dalla registrazione binaurale di alcune canzoni. Binaural includeva i singoli Nothing as It Seems e Light Years. Quest'album è stato il primo a non raggiungere il disco di platino in quanto ha venduto solo 700 000 copie.
Da quel momento in avanti, il gruppo decise di registrare ogni show del loro Binaural Tour del 2000, in maniera professionale a causa della crescente richiesta di bootleg illegali. I Pearl Jam si erano sempre dimostrati aperti a queste registrazioni amatoriali, ma questi bootleg ufficiali garantirono prodotti di qualità e affidabilità superiore. Inizialmente intendevano pubblicare questi bootleg ufficiali solo per il fan club, ma per problemi con il loro contratto discografico, li misero a disposizione di tutti tramite il sito web ufficiale e rendendo disponibili quelli più significativi nei negozi di CD. Tra il 2000 e il 2001 pubblicarono 72 album e stabilirono il record per classificare più album al debutto contemporaneamente nella Billboard Top 200.
Il tour europeo del 2000 finì con la tragedia del Roskilde Festival (in Danimarca) il 30 giugno. Nove persone tra il pubblico furono schiacciate e soffocati dalla folla che si avvicinava al palco. Le due date rimanenti del tour furono cancellate. Inizialmente il gruppo venne incolpato, scioccati dalla tragedia presero in considerazione l'idea di sciogliersi. Successivamente furono sollevati da ogni responsabilità dopo che fu appurato che le misure di sicurezza erano inadeguate e insufficienti.
Pochi mesi dopo il tour europeo, la band intraprese un tour per l'America Settentrionale. Con la conclusione del Binaural Tour, il gruppo pubblicò Touring Band 2000, contenente una selezione dei concerti del tour nordamericano.
In seguito agli attentati dell'11 settembre 2001, Vedder e McCready si unirono a Neil Young per suonare la canzone Long Road (dell'EP Merkin Ball) all'America: A Tribute to Heroes, un concerto di beneficenza. Il ricavato del concerto, tenutosi il 21 settembre 2001 venne devoluto a favore delle famiglie delle vittime.

### 2002:Riot Act
Il 12 novembre 2002 i Pearl Jam pubblicarono il loro settimo album Riot Act, che include i singoli I Am Mine, Save You e Love Boat Captain. L'album ha venduto solo 500 000 copie, meno di quanto Vs. e Vitalogy vendettero nella prima settimana. Le sonorità del disco erano più folk con l'evidente presenza di un B3 suonato dal turnista Kenneth "Boom" Gaspar in alcuni brani, come in Love Boat Captain. La traccia intitolata Arc fu registrata come tributo vocale per le nove vittime del Roskilde Festival del giugno 2000.
Nel 2003 la band intraprese un grande tour in Australia e Nord America. I Pearl Jam continuarono la serie di bootleg ufficiali anche per il Riot Act Tour. Ogni concerto della band era disponibile su CD tramite il sito web della band, mentre sei bootleg furono disponibili nei negozi di musica: Perth, Tokyo (al Budokan), State College, due show al Madison Square Garden e Mansfield, dove fecero un'anteprima acustica prima del concerto. Nel maggio 2003 i Pearl Jam estesero il loro tour nordamericano, annunciando che avrebbero voluto suonare in Messico per la prima volta; il terzo show messicano fu trasmesso dal vivo e dalle televisioni di tutta l'America Latina gratuitamente.

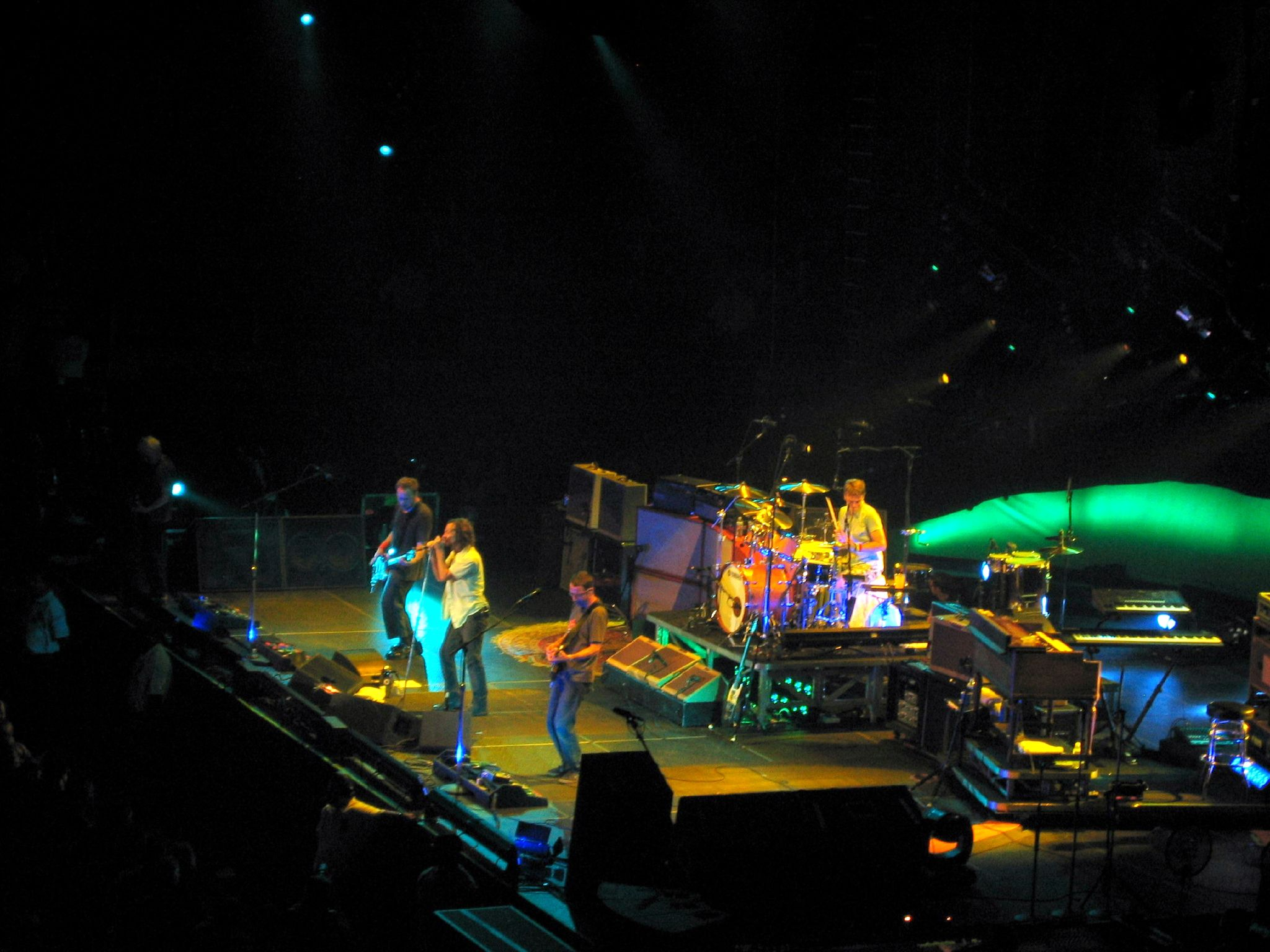
I Pearl Jam a Los Angeles nel 2006

Nel giugno 2003 la band annunciò che stava ufficialmente lasciando la Epic Records e dichiararono di non essere interessati a cercare una nuova etichetta. Man of the Hour fu il primo singolo pubblicato senza etichetta, con l'aiuto di Amazon.com. Il regista Tim Burton chiese al gruppo di utilizzare il brano come colonna sonora del suo nuovo film, Big Fish. Dopo aver visto una prima riproduzione del film, la band decise di registrare la canzone per Burton. Man of the Hour può essere ascoltata durante i titoli di coda del film e fu nominata per un Golden Globe quell'anno.
Nel novembre 2003 i Pearl Jam fecero uscire una raccolta di due dischi di b-side e rarità, Lost Dogs, e Live at the Garden, un DVD contenente lo show dell'8 luglio 2003 al Madison Square Garden; entrambi uscirono per la Epic Records. Il 27 luglio 2004 fu pubblicato Live at Benaroya Hall dopo aver siglato un accordo per un album con la Sony BMG. Per concludere il contratto con la Epic, invece, la band pubblicò nel novembre 2004 Rearviewmirror: Greatest Hits 1991-2003.
Nel 2000 i Pearl Jam avevano supportato Ralph Nader, candidato dei verdi, nella campagna elettorale del 2000. Per le presidenziali del 2004 appoggiarono la candidatura di John Kerry che si è dimostrato avversario più ostico per George W. Bush. Nell'ottobre 2004 la band prese parte al tour Vote for Change, evento politico-musicale sponsorizzato da MoveOn.org, che fu tenuto nei cosiddetti swing states, ossia gli Stati dove l'esito elettorale era molto incerto. La band apparì su Rolling Stone parallelamente alle altre star del tour. Vedder dichiarò al giornale: «Supportai Ralph [Nader] nel 2000, ma questo è un tempo di crisi. C'è bisogno di una nuova amministrazione».
Nell'aprile 2005 la band suonò all'Easy Street Records a Seattle; alcune canzoni di questo concerto furono utilizzate per l'EP Live at Easy Street, pubblicato nel giugno 2006 solo nei negozi di musica indipendente. Nel settembre 2005 la band intraprese un tour tra l'America settentrionale e Latina, iniziandolo con uno show di beneficenza a Missoula, Montana, per il politico democratico Jon Tester, per poi suonare al Gorge Amphitheatre prima di attraversare il Canada. Il tour canadese incluse concerti in città dove non avevano suonato ancora, come Saskatoon, Québec, Saint John's e Halifax. Dopo il tour in Canada, i Pearl Jam aprirono un concerto dei Rolling Stones a Pittsburgh, per poi suonare due show al casino Borgata di Atlantic City, New Jersey, prima di chiudere il tour a Filadelfia. I bootleg ufficiali della band per il tour del 2005 furono resi disponibili sul sito della band in formato MP3. Il download fu accompagnato da immagini prese da alcuni show. La band suonò per un concerto di beneficenza per le vittime dell'uragano Katrina il 5 ottobre 2005 alla House of Blues di Chicago. Il 22 novembre 2005 la band intraprese il suo primo tour latino americano.

### 2006:Pearl Jame passaggio alla J Records

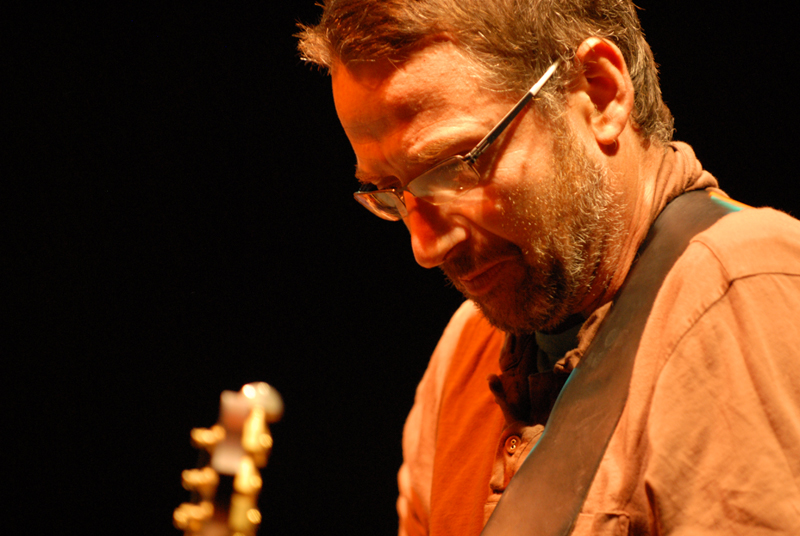
Stone Gossard nel 2007

Nel febbraio 2006 Clive Davis annunciò che i Pearl Jam avevano firmato per la sua etichetta discografica, la J Records. L'ottavo album in studio, l'omonimo Pearl Jam uscì il 2 maggio 2006. L'album include i singoli Life Wasted e World Wide Suicide. Quest'ultima hit, raggiunse la prima posizione nella Alternative Songs e la seconda nella Mainstream Rock Songs di Billboard. L'album è considerato un ritorno alle sonorità originarie del gruppo, infatti, Mike McCready, in un'intervista, paragonò questo materiale a quello di Vs.. La versione dell'album disponibile su ordinazione dal sito del gruppo fu simile a quella di Vitalogy (in contratto col digipack disponibile nei negozi). Questo conteneva il concerto del 31 dicembre 1992 come bonus.

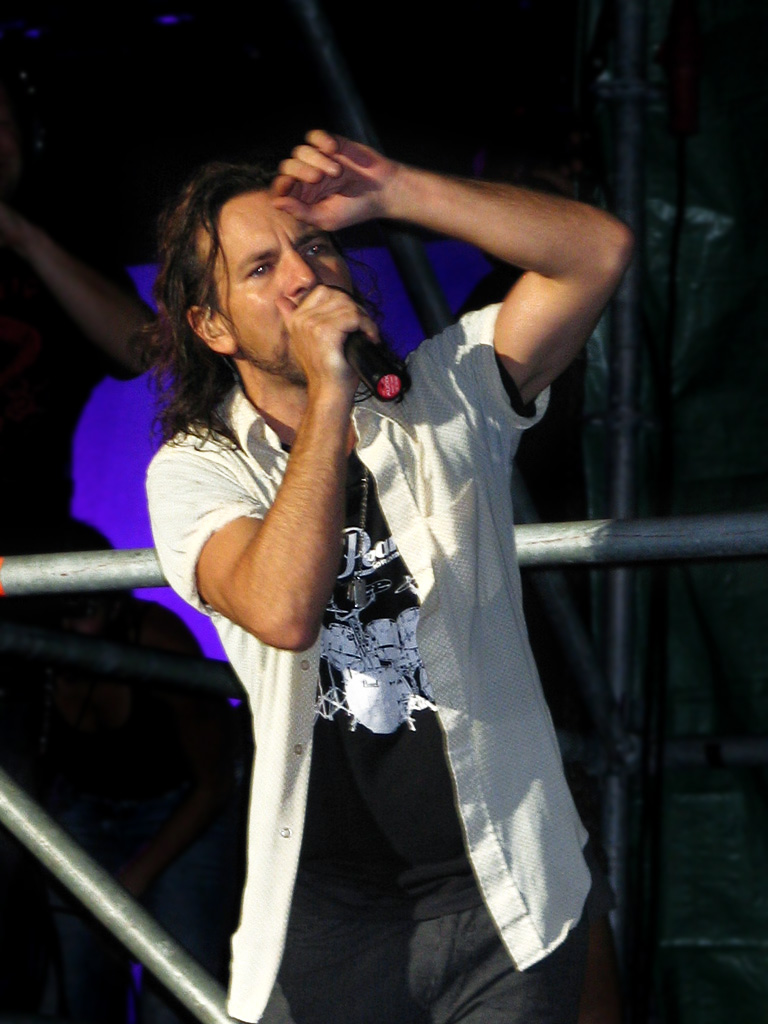
Eddie Vedder in concerto a Pistoia.

Per il tour mondiale del 2006 continuarono a pubblicare i bootleg ufficiali attraverso il loro sito web in formato MP3 con l'opzione per scaricare i bootleg in formato FLAC, garantendo l'ottima qualità del prodotto. I Pearl Jam tornarono in Europa per un tour dopo sei anni.
Nel 2007 i Pearl Jam registrarono una cover di Love, Reign o'er Me degli Who per il film di Mike Binder, Reign Over Me. La cover fu successivamente resa disponibile come singolo scaricabile da iTunes. Dal sito web del gruppo fu annunciato un tour europeo di 13 date, con un concerto alla Wembley Arena di Londra il 18 giugno 2007.
Il 26 giugno dello stesso anno i Pearl Jam pubblicano un box set di 7 CD per un totale di cento brani intitolato Live at the Gorge 05/06; il live documenta i tre concerto tenuti dal gruppo al Gorge Amphitheatre tra il 2005 e il 2006. Il 5 agosto, al Grant Park di Chicago la band ha suonato al Lollapalooza; il gruppo è ritornato a questo festival dopo quindici anni, suonando come headliner della serata finale.
Il 25 settembre 2007 esce il DVD Immagine in cornice, che documenta i cinque concerti tenuti in Italia durante il Pearl Jam 2006 World Tour, per la regia di Danny Clinch.

### 2009:Backspacere la riedizione diTen

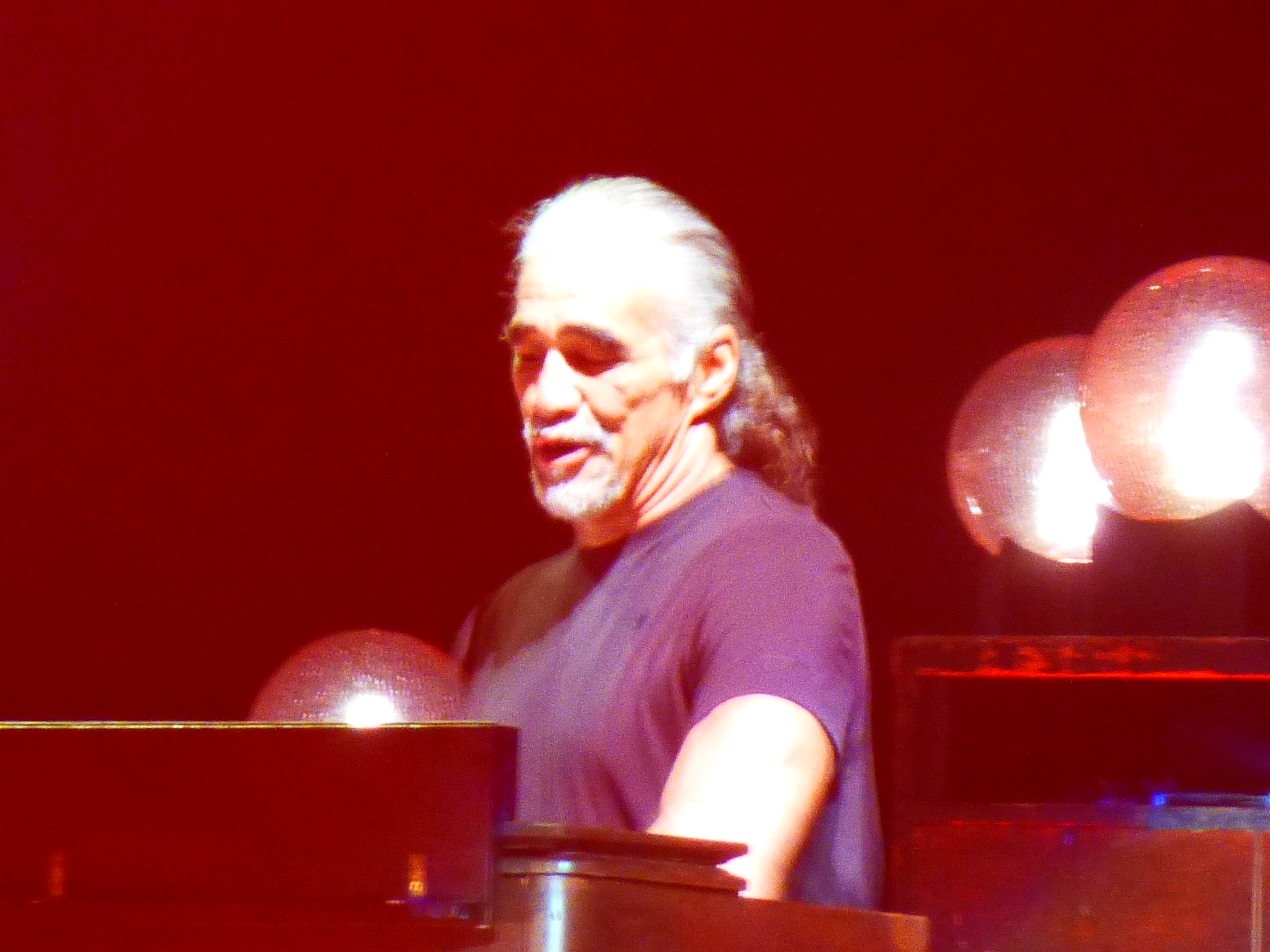
Boom Gaspar nel 2013

Il 24 marzo 2009 il gruppo ha ripubblicato l'album di debutto Ten in quattro edizioni, con alcuni extra rimasterizzati e il remix dell'intero album realizzato da Brendan O'Brien, il DVD della performance della band del 1992 all'MTV Unplugged, e un LP del concerto del 20 settembre 1992 al Magnuson Park di Seattle.
Verso la fine del 2008 il gruppo inizia i lavori per l'album Backspacer, pubblicato il 20 settembre 2009, che segue l'omonimo Pearl Jam, e viene anticipato dal singolo The Fixer. Vengono inoltre estratti dall'album Just Breathe, Amongst the Waves e Unthought Known.

### 2011: riedizioni diVs.eVitalogy

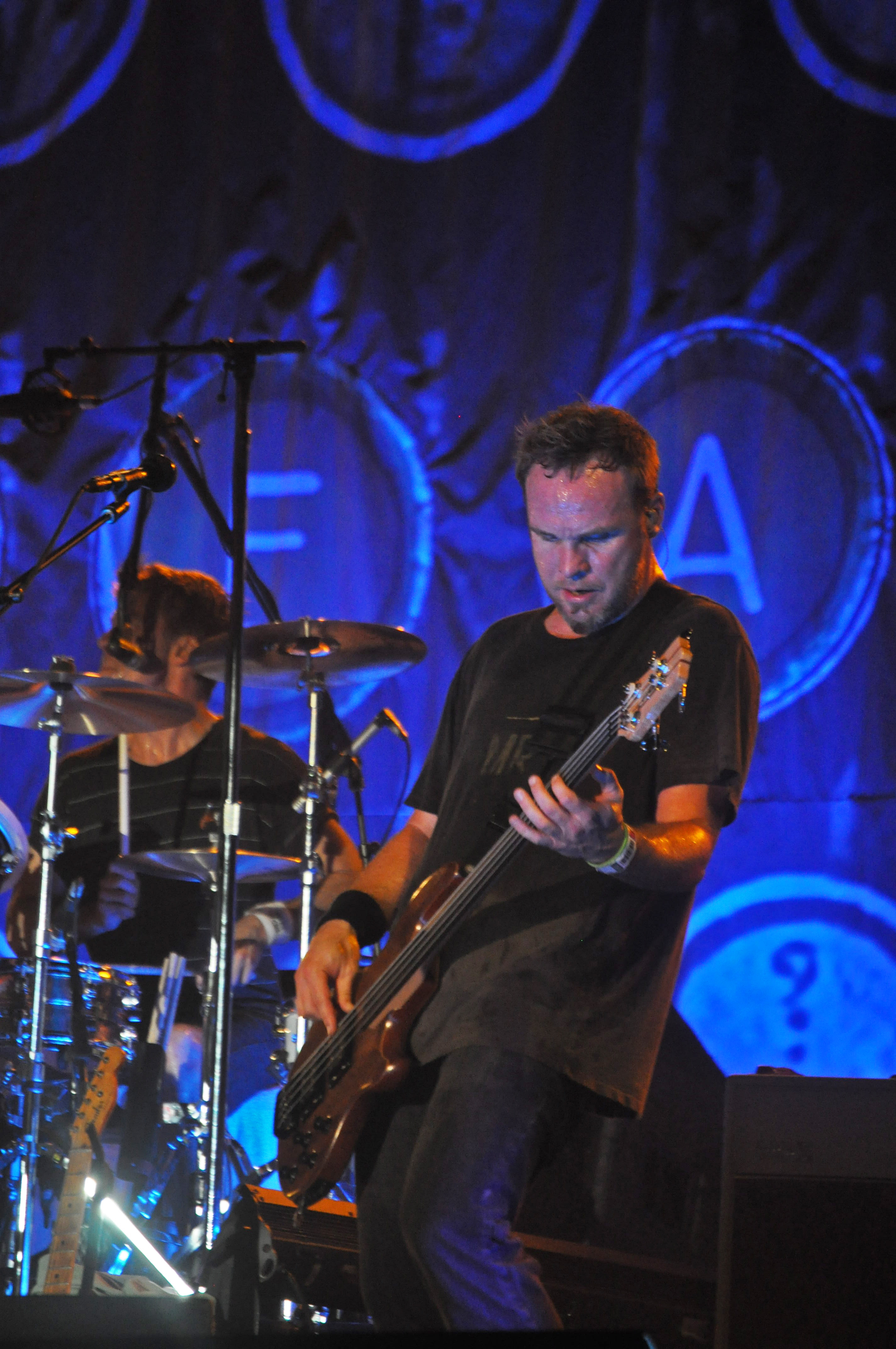
Jeff Ament nel 2009

In occasione del ventesimo anniversario i Pearl Jam hanno pubblicato una riedizione in versione estesa e rimasterizata del secondo e del terzo album, Vs. e Vitalogy.
Uscita in tre versioni, Remastered Edition (ciascuna con tre bonus track), deluxe (contenente anche un concerto tenuto dai Pearl Jam al Teatro Orpheum di Boston il 12 aprile 1994) e la Limited Edition Collector's Boxed Set, che contiene entrambi gli album, oltre al live, una cassetta, 5 LP e gadget vari. Nella nuova edizione di Vs. è inclusa anche la cover di Victoria Williams Crazy Mary.

### 2013:Lightning Bolt

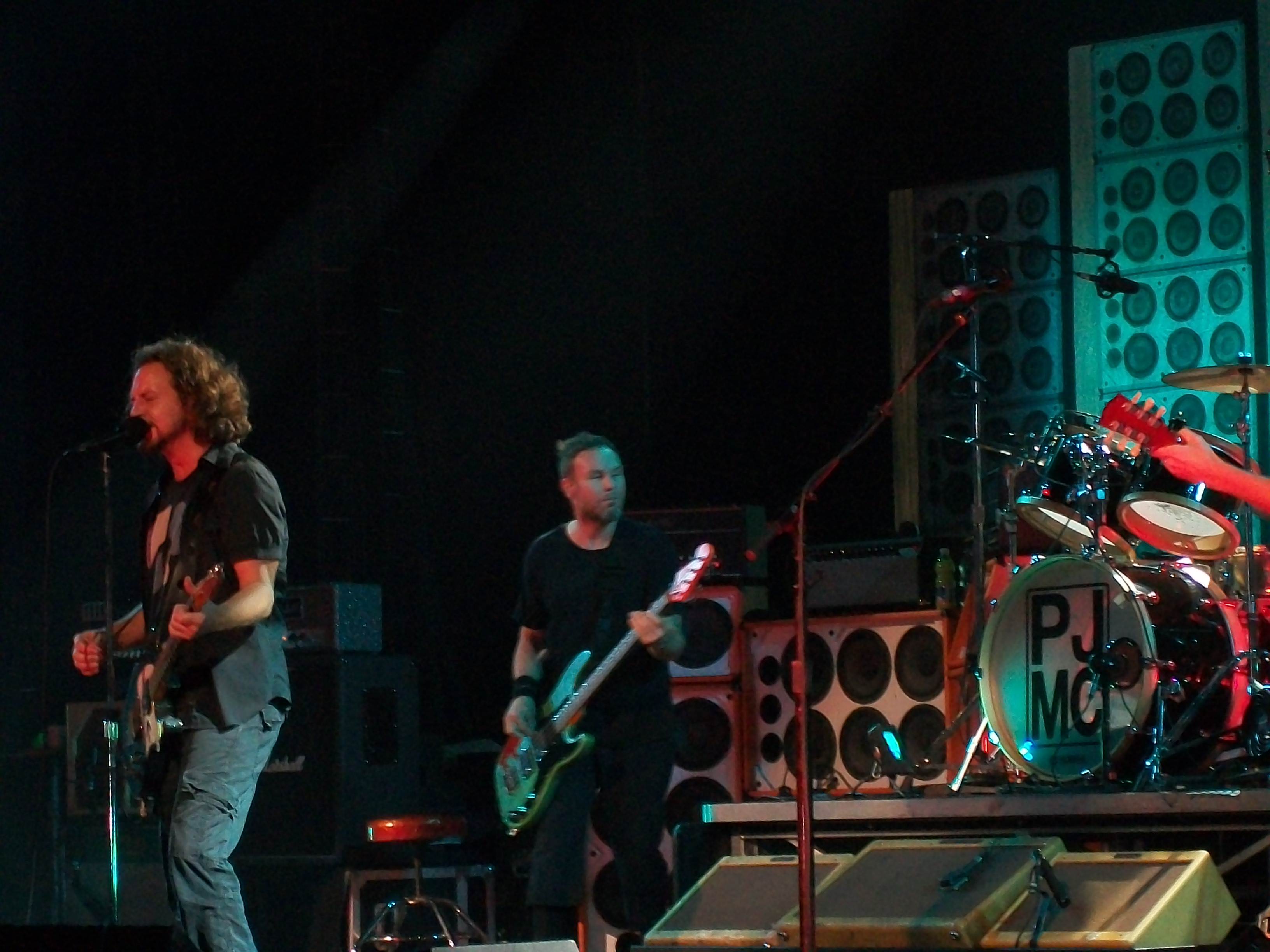
I Pearl Jam a Berlino nel 2012

Il 15 ottobre 2013 i Pearl Jam pubblicano Lightning Bolt, il loro decimo album in studio, anticipato dai singoli Mind Your Manners e Sirens. L'album è diventato il quinto album dei Pearl Jam ad aver raggiunto la posizione numero uno nella Billboard 200 vendendo 166 000 copie nella prima settimana. In seguito il gruppo ha intrapreso un tour mondiale.

### 2017-2018: inserimento nellaRock and Roll Hall of Famee tour mondiale
Nell'aprile 2017 i Pearl Jam sono stati inseriti nella Rock and Roll Hall of Fame, introdotti dal comico e conduttore televisivo David Letterman.
Il 29 settembre 2017 è uscito Let's Play Two, un album dal vivo e un film-concerto che contiene lo spettacolo della band al Wrigley Field di Chicago durante il loro tour del 2016.
Il 13 marzo 2018 è uscito il nuovo singolo Can't Deny Me brano che anticipa, dopo quattro anni e mezzo, un nuovo album di inediti. Si tratta di una canzone di protesta che contiene più di un riferimento a Donald Trump. Il brano è stato cantato da Eddie Vedder in occasione del Premio Oscar, dedicandolo a Tom Petty, scomparso all'età di 66 anni. Tuttavia il bassista Jeff Ament ha dichiarato in un'intervista che a causa degli impegni della band il nuovo album vedrà la luce nel 2019.
Nei mesi seguenti il gruppo ha intrapreso un nuovo tour mondiale, partendo dall'America meridionale (condividendo il palco con band come Wolf Alice e Queens of the Stone Age) e giungendo in Europa nel mese di giugno. Durante il Lollapalooza Brazil, nella data del 24 marzo, i Pearl Jam hanno eseguito Mountain Song dei Jane's Addiction accompagnati dallo stesso Perry Farrell e dedicandola in suo onore.

### 2020:Gigaton
Il 13 gennaio 2020 i Pearl Jam hanno annunciato che il loro undicesimo album in studio, Gigaton, sarebbe stato pubblicato il 27 marzo 2020. In concomitanza con l'uscita del loro undicesimo album in studio, il gruppo ha annunciato le date del tour in Nord America tra marzo e aprile 2020. Tuttavia i concerti nordamericani sono stati rinviati a causa della pandemia di COVID-19 del 2019-2021, con l'obiettivo di riprogrammarli per delle date successive.

### 2024:Dark Matter
Il 19 aprile 2024 è stato pubblicato il dodicesimo album in studio dei Pearl Jam, Dark Matter, prodotto da Andrew Watt. Alla produzione e al tour ha partecipato anche Josh Klinghoffer, ex membro dei Red Hot Chili Peppers, che già da alcuni anni supportava i Pearl Jam durante i concerti. Prima dell'uscita dell'album, sono stati pubblicati tre singoli: la title track, "Running" e "Wreckage". Nel giugno e luglio 2024, la band è stata costretta a cancellare tre concerti previsti a Londra e Berlino a causa di una grave malattia interna al gruppo, descritta da Eddie Vedder come un'esperienza "pre-morte" simile alla bronchite.
Il 7 luglio 2025 il batterista Matt Cameron esce dal gruppo.

## Stile musicale

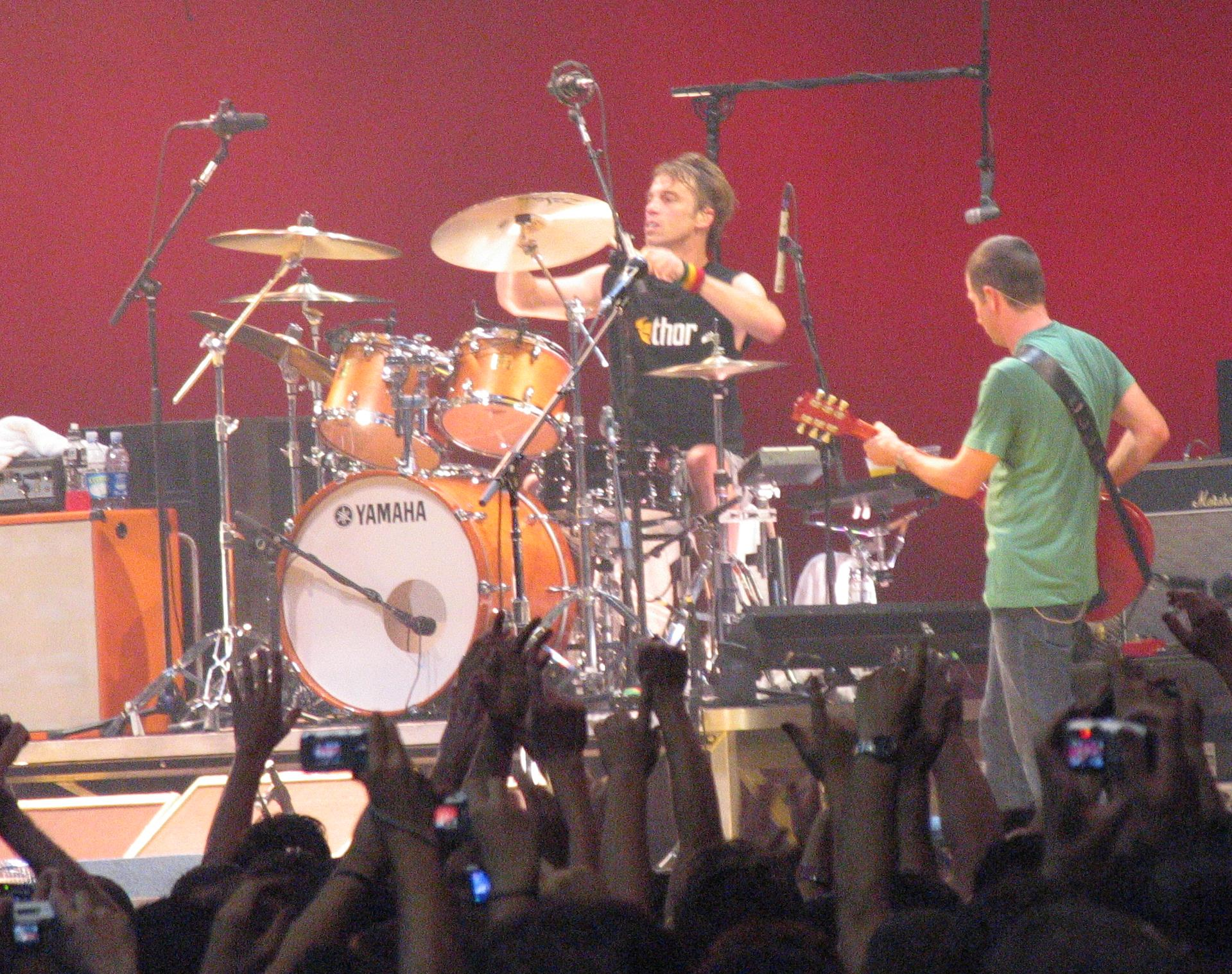
Matt Cameron e Mike McCready nel 2006

Paragonati alle altre band grunge dei primi anni novanta, lo stile dei Pearl Jam è visibilmente meno heavy e più vicino al rock classico degli anni settanta. Il gruppo ha citato come principali band e cantanti che hanno influenzato il loro sound i Ramones, gli Who e Neil Young. Il successo dei Pearl Jam è stato attribuito proprio al loro sound che fonde «i potenti riff del rock da stadio degli anni settanta con la durezza e la rabbia del post punk degli anni ottanta, senza mai trascurare melodie e cori».
A quel tempo la band fu marchiata come tradizionalista; Kurt Cobain dei Nirvana dichiarò che Ten non era un vero album alternativo perché aveva molti prominenti assoli di chitarra. Nonostante tutto i Pearl Jam allargarono il proprio raggio musicale con le produzioni successive. Dal 1994, con Vitalogy, la band iniziò a incorporare una maggiore influenza punk nella propria musica. No Code, l'album del 1996 fu una chiara pausa con lo stile musicale iniziato con Ten. Le canzoni dell'album contenevano elementi del garage rock, worldbeat e la musica sperimentale. Dopo il 1998, con Yield, la band iniziò un processo di ritorno verso un approccio diretto col rock tipico dei primi lavori, la band su Binaural si spostò verso l'art rock e verso il folk rock nel 2002 con Riot Act. Pearl Jam è considerato un ritorno al suono delle origini della band. Il loro album del 2009, Backspacer, contiene elementi new wave.
Vedder è noto per i suoi testi poetici e un "growl" alla Jim Morrison nel cantato. Le tematiche delle liriche di Vedder vanno dal personale (Alive e Better Man) al politico (Even Flow e Bu$hleaguer). Quando la band si formò, Gossard e McCready erano rispettivamente chitarrista ritmico e solista. La dinamica cambiò quando Vedder iniziò a suonare più frequentemente la chitarra, dall'album Vs. (1993) in poi, come per esempio in Rearviewmirror. Vedder continuò a suonare sempre più spesso la chitarra ritmica dai tempi di Vitalogy (1994). Nel 2006 McCready dichiarò: «Sebbene ci siano tre chitarre, penso che abbiamo molta più libertà creativa ora. Stone si farà indietro e suonerà dei giri di due-tre note ed Ed suonerà qualcosa con i power chord, io semplicemente mi adatterò a tutto questo».

## Eredità
Mentre i Nirvana hanno fatto diventare il grunge la corrente principale negli anni novanta, i Pearl Jam li hanno superati rapidamente nelle vendite, diventando non solo la band di rock alternativo di maggior successo, ma la più popolare band di rock alternativo del decennio. La band è stata descritta come "rock moderno da radio più influente stilisticamente - il rumore benfatto di canzoni come Alive e Even Flow melodico abbastanza da essere cantato a lungo." La band ha influenzato un buon numero di band tra le quali gli Stone Temple Pilots, i Silverchair, i Creed e anche gli Strokes. All'inizio, alcuni fan confusero il video di Plush degli Stone Temple Pilots per un side-project di Vedder. I Pearl Jam sono sopravvissuti a molte band contemporanee della scena grunge, come i Nirvana, gli Alice in Chains e i Soundgarden, ma anche alle band che hanno influenzato, come i Creed. I Pearl Jam sono stati apprezzati per il loro rifiuto agli eccessi delle rockstar. Il critico musicale, Jim DeRogatis disse che nelle conseguenze della battaglia legale contro Ticketmaster, «hanno provato che una rock band che non include avarizia può suonare in uno stadio senza spremere al pubblico l'ultimo centesimo [...], indica che l'idealismo nel rock 'n' roll non è presente solo nelle band degli anni sessanta che sono entrate nella Rock and Roll Hall of Fame». Il giornale Spin dichiarò nel 2001 che «il gruppo che una volta fu accusato di fare un grunge sintetico, ora sembra la band principale del rock che esista».
Nel 2005, in un sondaggio di USA Today, i Pearl Jam sono stati votati come la più grande rock band Americana di tutti i tempi. Nell'aprile 2006, i Pearl Jam furono premiati dal giornale Esquire con un Esky Music Awards per la miglior performance live; l'annuncio che chiamò la band diceva: «le rare superstar che continuano a suonare come se ogni loro show fosse l'ultimo».

## Nella cultura di massa
Nel 1992 Gossard, Ament e Vedder apparvero nel film Singles - L'amore è un gioco, diretto da Cameron Crowe. Gli eventi del film si svolgono sullo sfondo di Seattle e del movimento grunge. I tre membri dei Pearl Jam ebbero una piccola parte nella quale interpretarono il gruppo musicale dei Citizen Dick. La band ha anche contribuito alla colonna sonora del film, con le canzoni Breath e State of Love and Trust.
Altre colonne sonore alle quali la band ha partecipato sono state quelle di Judgement Night, Ritorno dal nulla e Big Fish - Le storie di una vita incredibile. Nel 2007 registrarono la cover di Love, Reign o'er Me degli Who, che entrò a far parte della colonna sonora del film Reign Over Me di Mike Binder.
Yellow Ledbetter fu inserito nell'episodio finale della sit-com Friends nel 2004, quando per la prima volta i Pearl Jam concessero la licenza per l'utilizzo di una loro canzone in televisione. Successivamente Long Road fu utilizzata in un episodio di Scrubs - Medici ai primi ferri e Come Back fu utilizzata per le serie televisive Friday Night Lights e October Road. Nel 2006 World Wide Suicide venne invece utilizzata nell'episodio 2x20 di CSI: New York. Nel 2009 il brano Yellow Ledbetter fu inserito nell'episodio 6x22 della serie Cold Case - Delitti irrisolti. The End è stata utilizzata nell'episodio 2x13 di Castle, andata in onda nel 2010. Nel 2014 Future Days è entrata a far parte della colonna sonora di How I Met Your Mother, nell'episodio 9x22.
La canzone Present Tense è il brano conclusivo del documentario The Last Dance, incentrato sulla carriera di Michael Jordan e sulla stagione 1997-1998 dei Chicago Bulls.

## Il Ten Club e il rapporto con i fan
Il Ten Club è il noto fan club della band. Nato poco dopo la nascita del gruppo, i Pearl Jam hanno sempre voluto tenere ottimi rapporti con gli appassionati. Ai membri di questo club vengono riservati trattamenti speciali, come il singolo di Natale (all'iscrizione viene chiesta una quota da pagare, per coprire i costi di produzione del materiale spedito, con scadenza annuale). Questo regalo consta in un EP in formato vinile, contenente cover o talvolta canzoni inedite, che viene recapitato ogni anno per Natale a casa di ogni membro del Ten Club. Alcune di queste canzoni sono state distribuite anche al pubblico, come singolo (nel caso di Last Kiss, nel singolo di Natale del 1998) oppure incluse nella tracklist di Lost Dogs (Strangest Tribe e Drifting del 1999, Let Me Sleep del 1991 e Last Kiss del 1998). Nel 2006, invece, per i membri del Ten Club che ordinarono Pearl Jam prima della pubblicazione fu riservata una particolare edizione del CD, simile a Vitalogy (quest'album si presentava come se fosse stato un libro) e anche un CD bonus, Live in NYC 12/31/92, ossia il live tenutosi a New York il 31 dicembre 1992.
Inoltre, la band cerca di non dimenticare anche coloro che non fanno parte del Ten Club. Basti pensare al fatto che i Pearl Jam stabilirono quasi subito un tetto massimo per i prezzi dei biglietti dei concerti e anche il prezzo dei CD risulta al di sotto della media per volontà della band. La battaglia legale contro Ticketmaster, inoltre, fu messa da parte proprio perché per i fan stava diventando troppo difficile seguire la band limitatamente negli eventi non-Ticketmaster. L'iniziativa dei "bootleg ufficiali", aperta non solo al Ten Club, ha contribuito a migliorare i già ottimi rapporti esistenti tra la band e i propri ascoltatori, garantendo a questi ultimi, prodotti di qualità superiore.

## L'impegno per il sociale

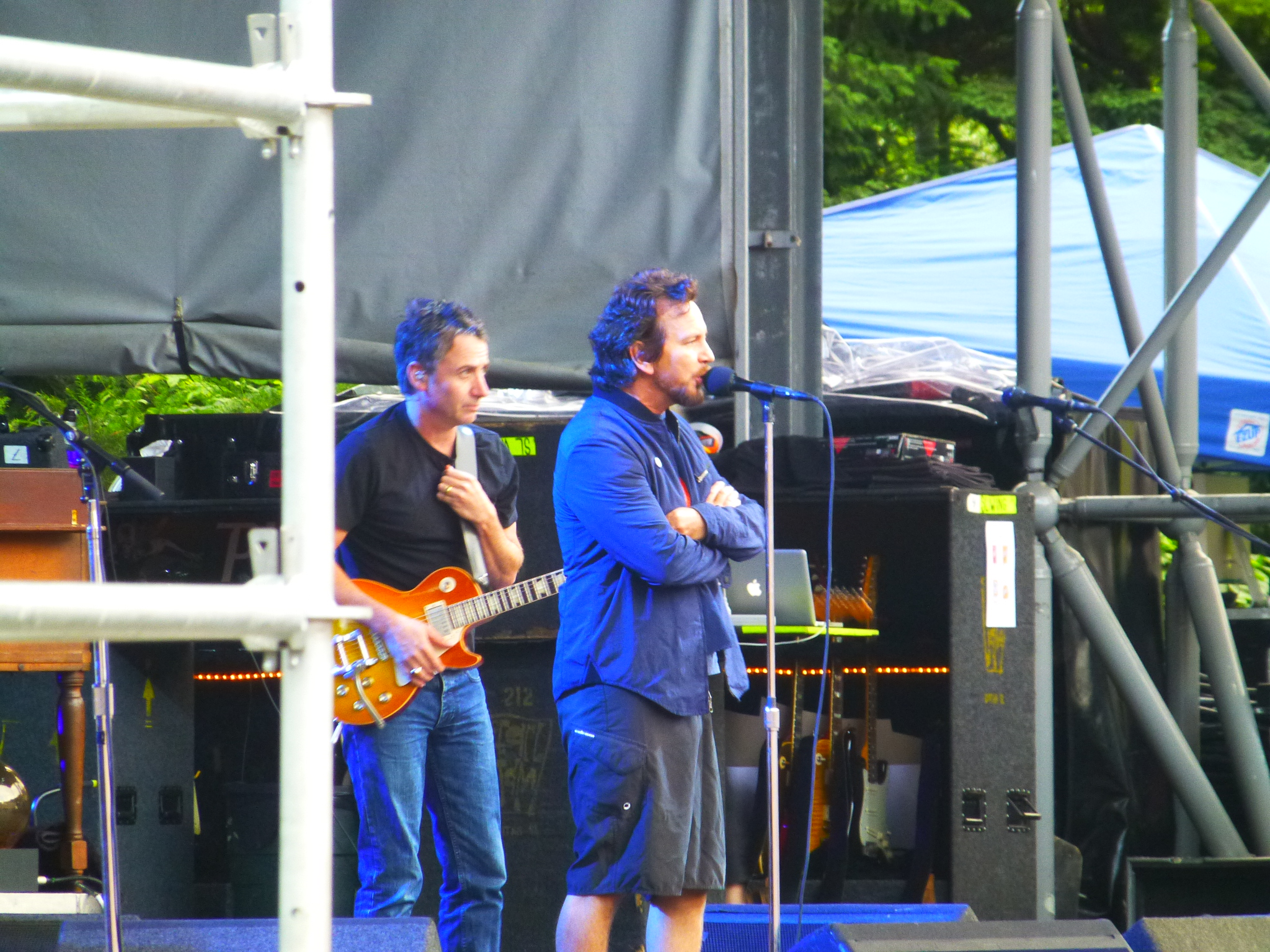
Stone Gossard e Eddie Vedder a Berlino nel 2014

I Pearl Jam hanno sempre dimostrato un impegno nel sociale: la band è diventata protagonista di varie iniziative, sia benefiche che politiche. Già dal 1992, la band ha fatto proprie alcune cause, come quella di Pro-choice, associazione che supporta il diritto di libera scelta per le donne, riguardo alla propria fertilità; in particolare Vedder è stato un sostenitore di questo movimento, citando in un articolo di Spin del 1992 le sue idee sull'aborto. All'MTV Unplugged durante lo stesso anno, il cantante sfoggiò sul suo braccio la scritta "PRO-CHOICE" come segno di protesta. La band ha anche aiutato le ricerche per combattere la malattia di Crohn che affligge il chitarrista McCready.
Nel 1994 parteciparono con Neil Young al Bridge School Benefit mentre nel 1998, per esempio la band incluse Last Kiss nella compilation No Boundaries: A Benefit for the Kosovar Refugees, i cui introiti furono interamente devoluti in beneficenza. La band suonò ad altri noti concerti di beneficenza, come quello il cui incasso fu devoluto ai familiari delle vittime degli attentati dell'11 settembre 2001 e quello per le vittime dell'uragano Katrina.
Forse più noto, è, tuttavia, l'impegno politico della band. Già alle presidenziali del 2000 la band appoggiò il candidato dei verdi Ralph Nader, mentre nel 2004 appoggiarono John Kerry, perché ritenevano la situazione più critica. L'appoggio al candidato dei Democratici e la critica nei confronti di Bush fu piuttosto veemente. Riot Act (in italiano, atto di rivolta) è un album dalla forte carica politica, che si concentra soprattutto nella canzone Bu$hleaguer, che ha fatto scandalo quando Vedder iniziò a eseguirla indossando la maschera di George W. Bush. Successivamente la band si impegnò assieme ad altre star, come i R.E.M. e Bruce Springsteen, nel tentativo di portare a favore dei democratici le votazioni negli stati "incerti".
I Pearl Jam inoltre hanno deciso di donare 100.000 dollari a diverse organizzazioni (in Italia, in Germania e in altri paesi europei) per lo sviluppo di energie rinnovabili e per combattere l'inquinamento come risarcimento per le emissioni inquinanti che hanno prodotto durante gli spostamenti del loro tour estivo del 2006.

## Formazione
Attuale
- Eddie Vedder – voce, chitarra ritmica (1990-presente)
- Mike McCready – chitarra solista (1990-presente)
- Stone Gossard – chitarra ritmica (1990-presente)
- Jeff Ament – basso (1990-presente)

Turnisti
- Boom Gaspar – tastiera, organo (2002-presente)
- Josh Klinghoffer – chitarra, percussioni (2021-presente)

Ex componenti
- Dave Krusen – batteria (1990-1991)
- Matt Chamberlain – batteria (1991)
- Dave Abbruzzese – batteria (1991-1994)
- Jack Irons – batteria (1994-1998)
- Matt Cameron – batteria (1998-2025)

## Discografia

### Album in studio
- 1991 – Ten
- 1993 – Vs.
- 1994 – Vitalogy
- 1996 – No Code
- 1998 – Yield
- 2000 – Binaural
- 2002 – Riot Act
- 2006 – Pearl Jam
- 2009 – Backspacer
- 2013 – Lightning Bolt
- 2020 – Gigaton
- 2024 – Dark Matter

## Videografia
- 1992 – Jeremy
- 1998 – Single Video Theory
- 2000 – Touring Band 2000
- 2003 – Live at the Showbox
- 2003 – Live at the Garden
- 2007 – Immagine in cornice
- 2011 – Pearl Jam Twenty (documentario)
- 2017 – Let's Play Two

## Tournée
- Ten Tour
- Lollapalooza
- Pearl Jam 1993 European/North American Tour
- Vs. Tour
- Vitalogy Tour
- No Code Tour
- Yield Tour
- Binaural Tour
- Riot Act Tour
- Vote for Change
- Pearl Jam 2005 North American/Latin American Tour
- Pearl Jam 2006 World Tour
- Pearl Jam 2007 European Tour
- Backspacer Tour
- Pearl Jam Twenty Tour
- Pearl Jam North American 2013 Tour

## Premi

### American Music Awards
- 1993: Favorite Pop/Rock New Artist
- 1993: Favorite New Heavy Metal/Hard Rock Artist
- 1996: American Music Award for Favorite Alternative Artist
- 1996: Favorite Heavy Metal/Hard Rock Artist
- 1999: Favorite Alternative Artist

### MTV Video Music Awards
- 1993: Video of the Year - Jeremy
- 1993: Best Group Video - Jeremy
- 1993: Best Metal/Hard Rock Video - Jeremy
- 1993: Best Direction - Mark Pellington per Jeremy

### Grammy Awards
- 1996: Best Hard Rock Performance - Spin the Black Circle

### Esky Music Awards
- 2006: Best Live Act